# HANDIA アルツォの巨人
『HANDIA アルツォの巨人』は、2017年のスペイン映画（ドラマ映画）。言語はバスク語。アイトル・アレギとヨン・ガラニョが共同で監督を務めている。

## 解説

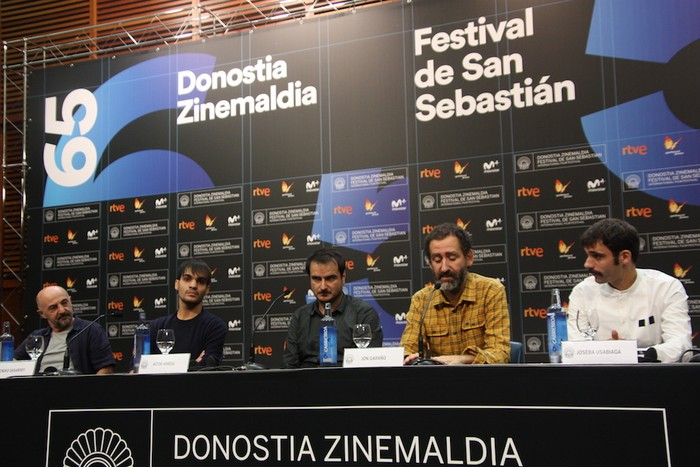
サン・セバスティアン国際映画祭におけるキャストとスタッフ

身長が242センチメートルであり「アルツォの巨人」と呼ばれたミゲル・ホアキン・エレイセギの実話に基づいている。ミゲル・ホアキン・エレイセギは1818年にギプスコア県トローサ近郊のアルツォに生まれ、20歳までは一般的な身長だったが、その後は先端巨大症に苦しんだ。1861年に43歳で亡くなり、バスク地方で彼の存在は神話と化している。
アイトル・アレギ（今作は共同監督と脚本）、ヨン・ガラニョ（今作は共同監督と脚本）、ホセ・マリア・ゴエナガ（今作は脚本）は、2014年のバスク語映画『フラワーズ』でも共同で製作している。『Handia』は2017年9月のサン・セバスティアン国際映画祭でプレミア上映され、審査員特別賞とバスク映画賞を受賞した。同年10月のロンドン映画祭でも上映された。
2018年1月13日に授賞式が行われた第23回フォルケ賞では長編映画賞と教育映画賞にノミネートされたが受賞は逃した。同年1月22日に授賞式が行われた第5回フェロス賞ではドラマ部門作品賞・監督賞・作曲賞・ポスター賞にノミネートされ、パスカル・ゲニュが作曲賞を、イニャキ・ビリュエンダスがポスター賞を受賞した。同年2月3日に授賞式が行われた第32回ゴヤ賞では、作品賞・監督賞・脚本賞を含む13部門（最多）にノミネートされ、10部門で受賞した。なお、第32回ゴヤ賞で作品賞にノミネートされた5作品は、スペイン語作品2作品、カタルーニャ語作品1作品、バスク語作品1作品（『HANDIA アルツォの巨人』）、英語作品1作品と劇中での使用言語がばらけた。

## プロット
1833年から1840年の第一次カルリスタ戦争後、帰郷したマルティンは弟ホアキンの身長が常人よりはるかに高いことに驚く。マルティンは人々が「地球上でもっとも背の高い男」を見たがると確信し、ホアキンとともにヨーロッパ中を巡る旅に出る。兄弟は富と名声を得るが、ホアキンは見世物としての生き方に疑問を抱き、家族の運命は変わってしまう。

## キャスト
- マルティン役 : ホセバ・ウサビアガ（バスク語版）
- ホアキン役 : エネコ・サガルドイ（スペイン語版）
- アルサドゥン役 : イニゴ・アランブル
- アントニオ役 : ラモン・アギーレ（バスク語版）
- マリア役 : アイア・クルセ

## 受賞とノミネート
サン・セバスティアン国際映画祭
| 部門         | 対象         | 結果       |
| ------------ | ------------ | ---------- |
| 作品賞       | 作品賞       | ノミネート |
| 審査員特別賞 | 審査員特別賞 | 受賞       |
| バスク映画賞 | バスク映画賞 | 受賞       |

ゴヤ賞
| 部門                       | 対象                                                   | 結果       |
| -------------------------- | ------------------------------------------------------ | ---------- |
| 作品賞                     | 作品賞                                                 | ノミネート |
| 監督賞                     | アイトル・アレギ ヨン・ガラニョ                        | ノミネート |
| 脚本賞                     | ヨン・ガラニョ ホセ・マリア・ゴエナガ アイトル・アレギ | 受賞       |
| 新人男優賞                 | エネコ・サガルドイ                                     | 受賞       |
| プロダクション賞           | アンデル・システィアガ                                 | 受賞       |
| 編集賞                     | Laurent Dufreche ラウル・ロペス                        | 受賞       |
| 作曲賞                     | パスカル・ゲニュ                                       | 受賞       |
| 撮影賞                     | ハビエル・アギーレ・エラウソ                           | 受賞       |
| 美術賞                     | ミケル・セラーノ                                       | 受賞       |
| 衣裳デザイン賞             | サイオア・ララ                                         | 受賞       |
| ヘアメイク& メイキャップ賞 | アイノア・エスキサベル オルガ・クルス ゴルカ・アギーレ | 受賞       |
| 音響賞                     | イニャキ・ディエス シャンティ・サルバドール            | ノミネート |
| 特殊効果賞                 | ヨン・セラーノ ダビド・エラス                          | 受賞       |

フォルケ賞
| 部門       | 対象       | 結果       |
| ---------- | ---------- | ---------- |
| 長編映画賞 | 長編映画賞 | ノミネート |
| 教育映画賞 | 教育映画賞 | ノミネート |

フェロス賞
| 部門             | 対象                                                   | 結果       |
| ---------------- | ------------------------------------------------------ | ---------- |
| ドラマ部門作品賞 | ドラマ部門作品賞                                       | ノミネート |
| 監督賞           | アイトル・アレギ ヨン・ガラニョ                        | ノミネート |
| 脚本賞           | ヨン・ガラニョ ホセ・マリア・ゴエナガ アイトル・アレギ | ノミネート |
| 作曲賞           | パスカル・ゲニュ                                       | 受賞       |
| ポスター賞       | イニャキ・ビリュエンダス                               | 受賞       |